# Daniel Wroblewsky
Daniel Wroblewsky (* 24. Mai 1744 in Lissewen, Masuren, Königreich Preußen; † 10. April 1818 in Kopenhagen) war ein polnischer Orgelbauer, der in Dänemark und Norwegen wirkte.

## Leben
Daniel Wroblewsky wurde in Lissewen (Lischoewen) in Masuren geboren und ging ab 1762 zu Johann Christoph Ungefug in die Lehre. Seit 1769 war er bei Adam Gottlob Casparini in Königsberg für neun Monate als Geselle und 1770 bei Friedrich Rudolf Dalitz in Danzig. Danach ging Wroblewsky nach Kopenhagen und arbeitete zunächst bei Christian Ferdinand Speer. 1774 bemühte er sich vergeblich um das Bürgerrecht und eine Lizenz als Instrumentenbauer in der Stadt. Von 1775 ist sein erster Orgelneubau bekannt. Daniel Wroblewsky baute auch Klaviere und Clavichorde und erhielt 1780 das Bürgerrecht für Kopenhagen und die Lizenz als Orgelbauer, sowie für Clavichorde, Cembali, Harfen und andere Instrumente. 1818 starb er und wurde an der Petrikirche in Kopenhagen begraben.

## Werke
Von Daniel Wroblewsky sind 5 Orgelneubauten und 7 Reparaturen in Dänemark und je 14 Neubauten und Reparaturen in Norwegen bekannt. Orgelprospekte sind in Nysted, Skælskør und Skanderborg in Dänemark erhalten, in Norwegen gibt es keine mehr.
Orgelneubauten (Auswahl)
Dänemark
- Nysted (Lolland), 1777, II/P, 18, Prospekt erhalten[1]
- Skælskør, 1784, I, 9, Positiv, Prospekt erhalten
- Skanderborg, Schlosskirche, 1800, I, 9, Prospekt erhalten, 1971 Orgelneubau

Norwegen
- Vestre Porsgrunn, 1775, I,5, Positiv, erste bekannte Orgel, nicht erhalten
- Œstre Porsgrunn, 1782/1795, II/P, 19, Prospekt bis 2011 erhalten, dann Zerstörung der Kirche durch Brand
- Skien, 1783, 13 Register
- Kragerø, 1793, II/P, 19, nicht erhalten